# Interruption volontaire de grossesse en France
Pour les autres articles nationaux ou selon les autres juridictions, voir interruption volontaire de grossesse.
Ne doit pas être confondu avec Interruption médicale de grossesse en France.
L'interruption volontaire de grossesse (IVG) est, en France, un avortement provoqué, décidé pour des raisons non médicales dans le cadre légal instauré par la loi Veil du 17 janvier 1975. Son dispositif légal est inscrit aux articles L.2211-1 et suivants du code de la santé publique.
Déjà modifié en 2001, le délai pour avorter est désormais fixé à 14 semaines de grossesse (soit 16 semaines d'aménorrhée) à la suite de la loi du 2 mars 2022, visant à renforcer le droit à l'avortement. Le 8 mars 2024, l'interruption volontaire de grossesse entre dans la Constitution.

## Histoire du statut légal

### Avant son autorisation

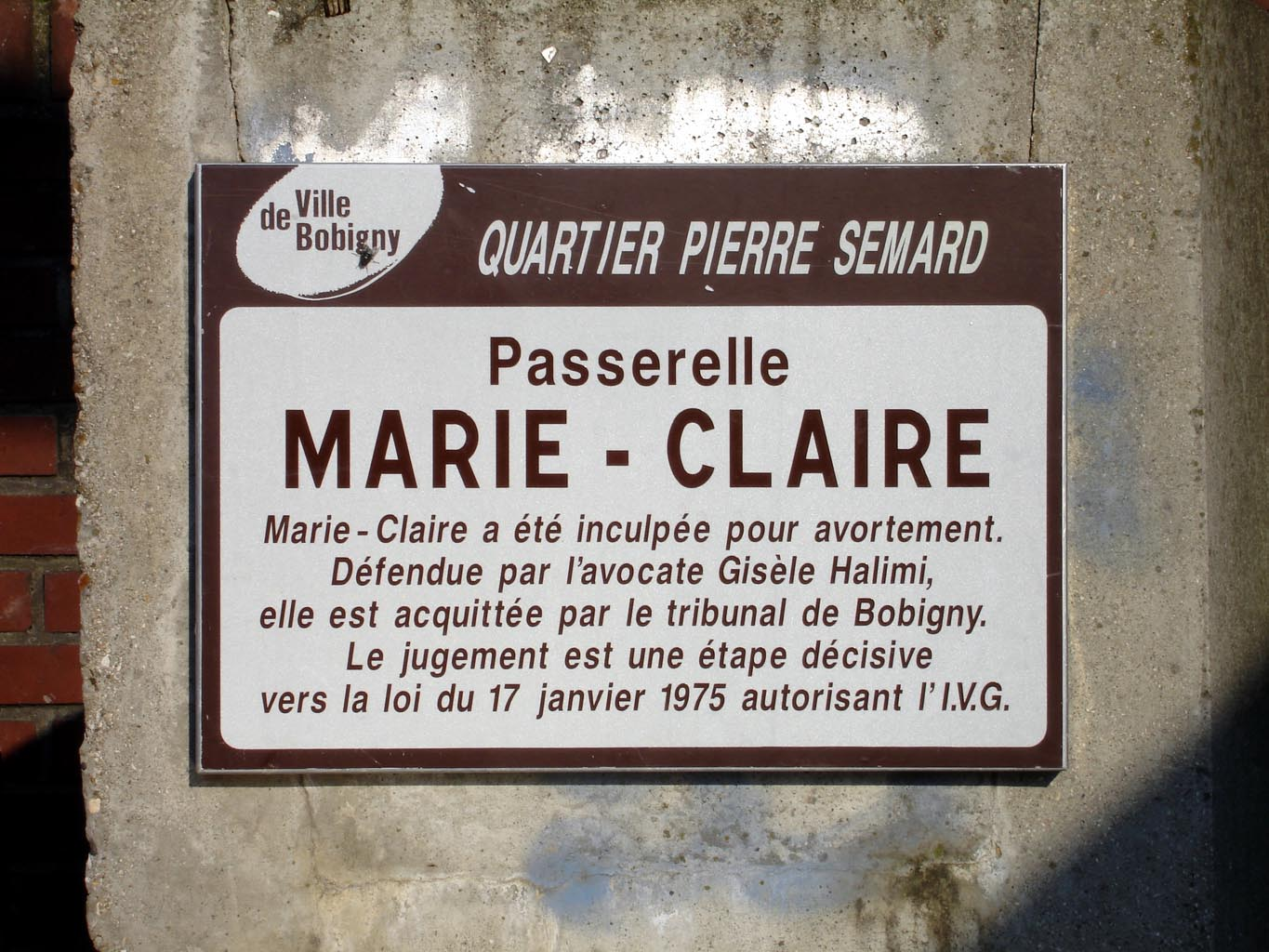
Passerelle de Bobigny nommée en mémoire du procès de Bobigny, la plaque rappelant le rôle important de cet évènement dans les débats qui ont conduit à la loi Veil.

Au Moyen Âge, le christianisme interdit et sanctionne l'avortement. Les idées évoluent peu les siècles suivants toujours marqués par le pouvoir de l'Église, les lois rendant passible de peine de mort toute femme ayant avorté ainsi que tout individu l'ayant aidée. Au siècle des Lumières, sous l'influence des philosophes, l'avortement n'est plus réprimé par la peine de mort. Alors que la dépénalisation de l'avortement semble s'imposer, un revirement s'opère au XIXe siècle avec une criminalisation de cette pratique. Le code pénal de 1791 condamne l'avortement. L'article 317 du code pénal de 1810 condamne sans distinction : « Quiconque provoque l'avortement d'une femme enceinte avec ou sans son consentement au moyens d'aliments, de drogues, de médicaments, par violence ou d'autres remèdes, est puni de prison ». En 1852, bien que l'avortement thérapeutique soit toléré par l'Académie de médecine et reconnu par la jurisprudence, une nouvelle loi dispose que l'avortement est « un crime contre l'ordre des familles et de la moralité publique ». L'utilisation de cette loi sur l’avortement thérapeutique n’est tolérée que si la grossesse met la vie de la mère en péril. Ainsi les avortements pour d’autres raisons, comme la moralité, la précarité ne sont pas acceptés. Si ces femmes pratiquent l’avortement, il sera considéré comme criminel même pratiqué par un officier de médecine ou une sage-femme.
Au début du XXe siècle, on estime à 500 000 le nombre d'avortements clandestins par an et à 300/an le nombre de décès maternels. Celles qui désirent se faire avorter font appel à des femmes dont c'est la spécialité, surnommées « faiseuses d'anges », parmi lesquelles les « tricoteuses », célèbres pour leurs aiguilles à tricoter, qu'elles utilisent pour percer la poche des eaux ou ouvrir le col de l'utérus, et entraîner une fausse-couche. La proposition de loi du professeur Odilon Lannelongue en 1910 aboutit à la loi du 29 juillet 1920 tendant à « réprimer la provocation à l'avortement et la propagande anticonceptionnelle » afin de combattre la dépopulation et la saignée démographique de la Grande Guerre. Elle modifie l'article 317 et correctionnalise les contrevenants à une peine de six mois à deux ans d'emprisonnement, et de 100 à 5 000 francs d'amende. La contraception est alors assimilée à l'avortement considéré comme un crime. Les natalistes trouvent que la loi n'est pas assez bien appliquée (les jurys populaires des Cours d'assises, émus par le désarroi des femmes, leur obtiennent souvent les circonstances atténuantes et les acquittent). La pression des populationnistes conduit au vote d'une nouvelle loi, le 27 mars 1923, qui correctionnalise le crime d'avortement pour faire échapper sa répression au jury d'assises et en faire un délit jugé par le tribunal correctionnel, composé de magistrats de carrière, supposés moins indulgents que les jurés.
En 1870, 15 personnes sont condamnées pour avortement. Le chiffre croit progressivement jusqu'en 1935 (277 condamnations) puis connaît un pic de 1943 à 1945 (respectivement 3 885 et 3 820 condamnations, en raison de la politique nataliste et des lois répressives votées sous le gouvernement de Vichy). Après la Libération, le chiffre chute fortement, et se rapproche de zéro à partir de 1973, les tribunaux anticipant la légalisation de l'avortement.
| Année                                | 1870 | 1890 | 1895 | 1900 | 1905 | 1910 | 1920 | 1925 | 1930 | 1935 | 1943  | 1945  | 1960 | 1965 | 1970 | 1971 | 1972 | 1973 | 1974 | 1975 |
| Personnes condamnées pour avortement | 15   | 18   | 26   | 28   | 16   | 34   | 123  | 361  | 332  | 277  | 3 885 | 3 820 | 289  | 588  | 350  | 527  | 354  | 67   | 10   | 13   |

#### Sous le régime de Vichy
En 1942, sous le régime de Vichy où la devise officielle du Gouvernement est Travail, Famille, Patrie, l'avortement est déclaré crime contre la Sûreté de l'État, et passible, après jugement par des tribunaux d'exception, de la peine de mort. Marie-Louise Giraud, dite « la faiseuse d'anges », avorteuse pendant la Seconde Guerre mondiale, a été guillotinée par le régime de Vichy le 30 juillet 1943, suivie par Désiré Piogé le 22 octobre, pour trois avortements. La loi de 1942 est abrogée à la Libération, mais paradoxalement, le nombre de condamnations continue à progresser, avec un apogée en 1946, qui compte 5 151 sanctions pénales, il est vrai parfois assorties de sursis depuis une ordonnance de juin 1945. À partir de la fin des années 1950, les mouvements de revendication des femmes pour légaliser l'avortement se multiplient.

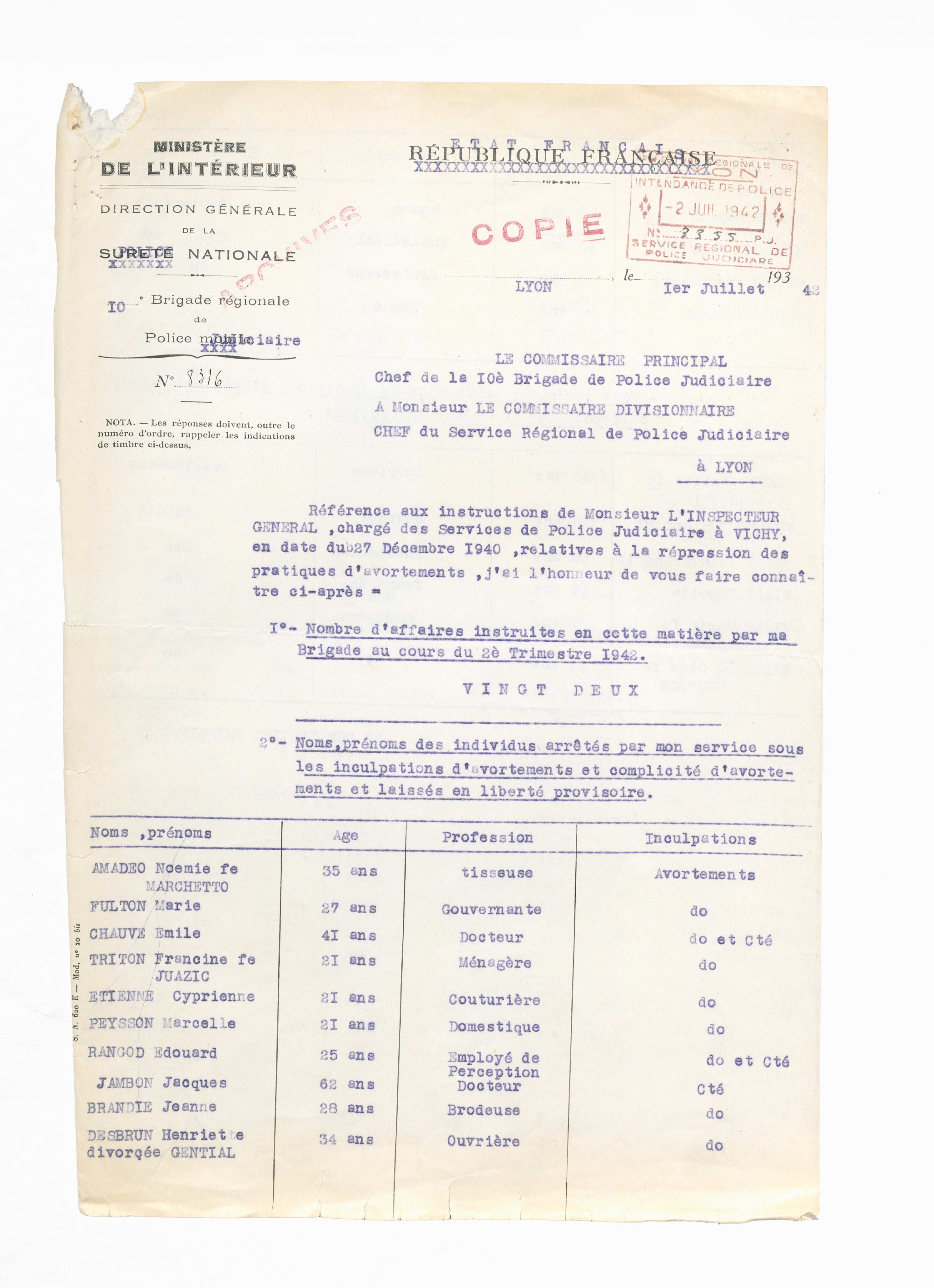
Listes de personnes inculpées pour avortement et complicité dans le Rhône, 1er juillet 1942 (recto)
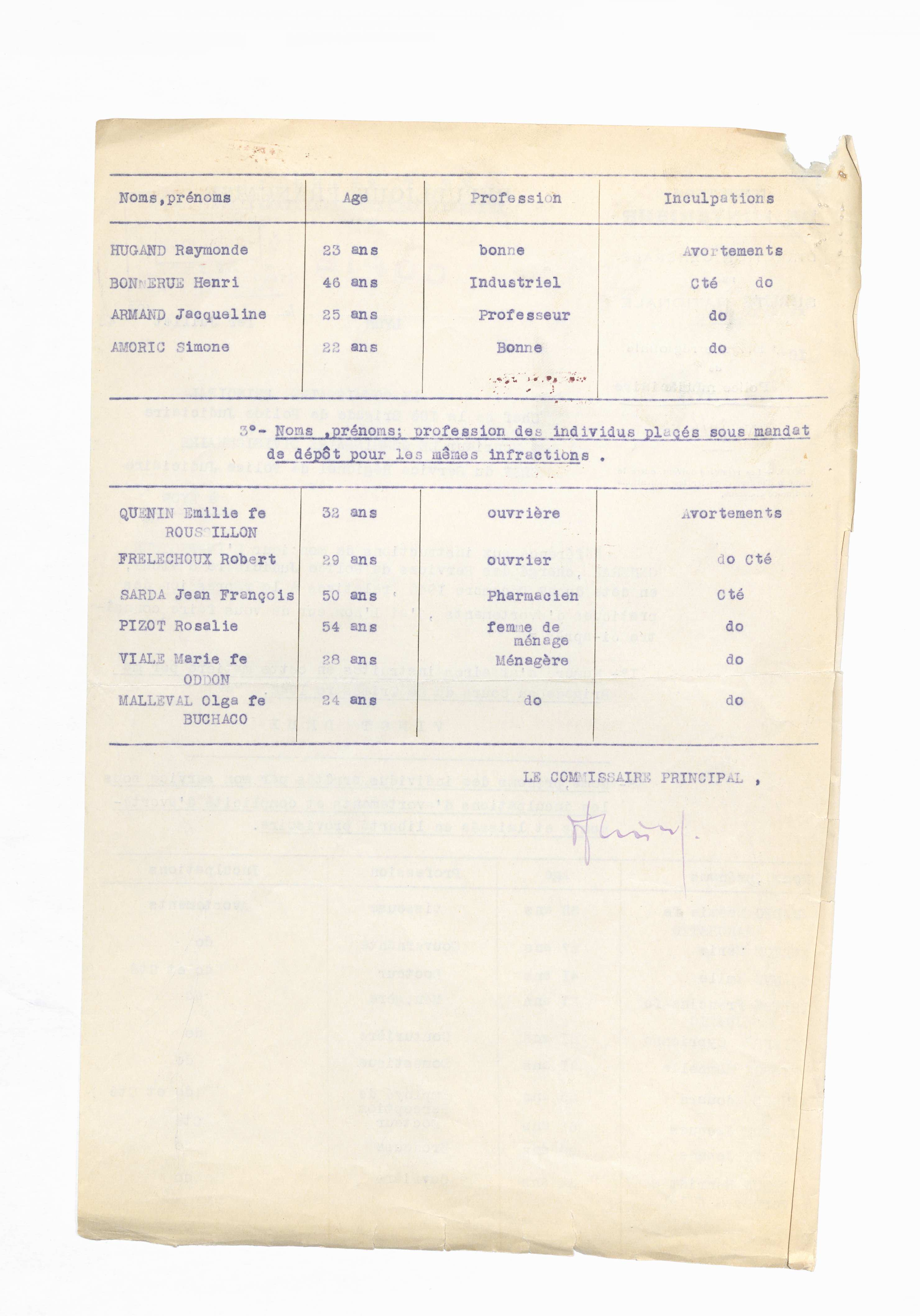
Listes de personnes inculpées pour avortement et complicité dans le Rhône, 1er juillet 1942 (verso)
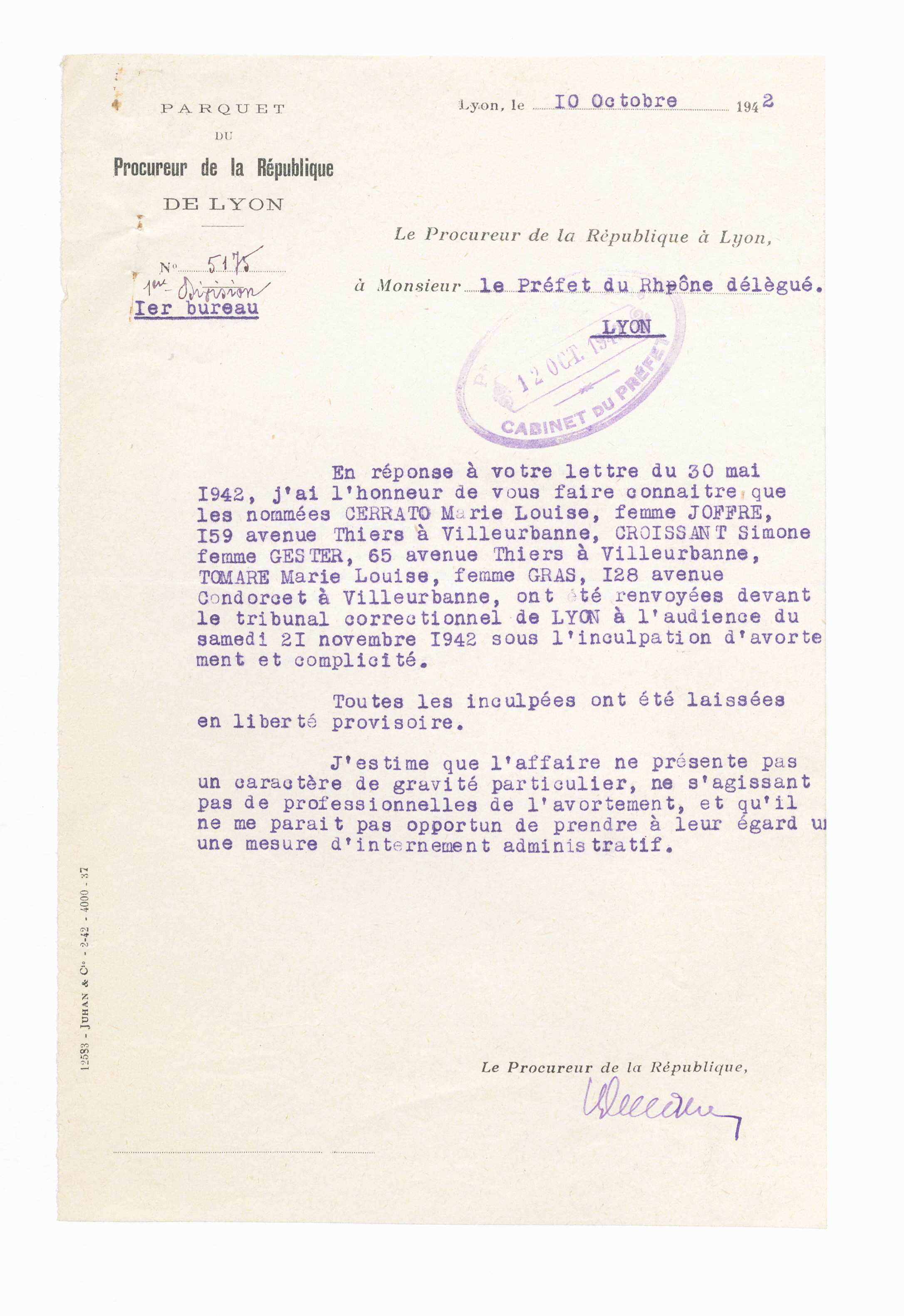
Lettre au préfet du Rhône sur le sort de deux femmes inculpées pour avortement et complicité, 10 octobre 1942
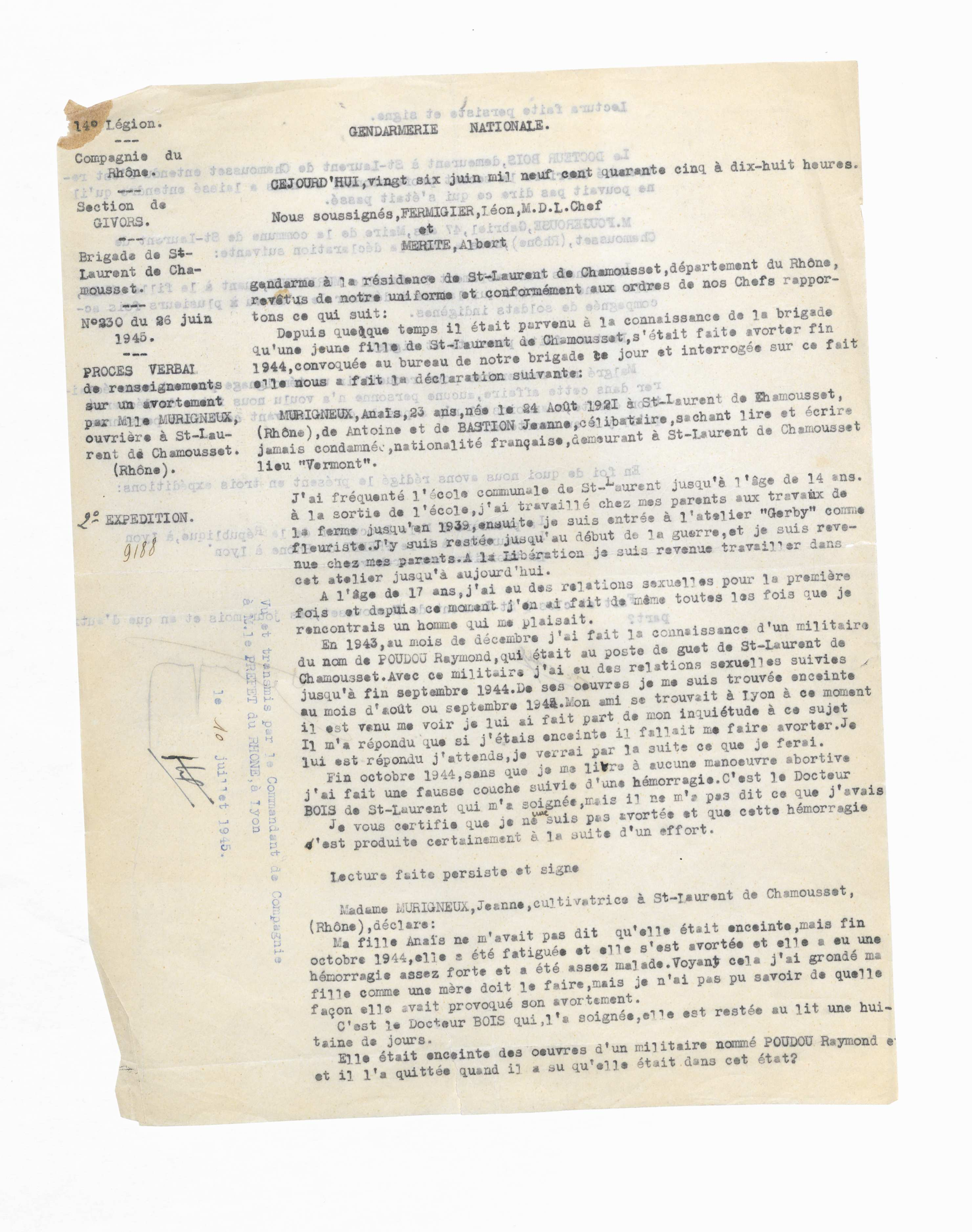
Procès-verbal de gendarmerie sur un cas d'avortement, 26 juin 1945 (recto)
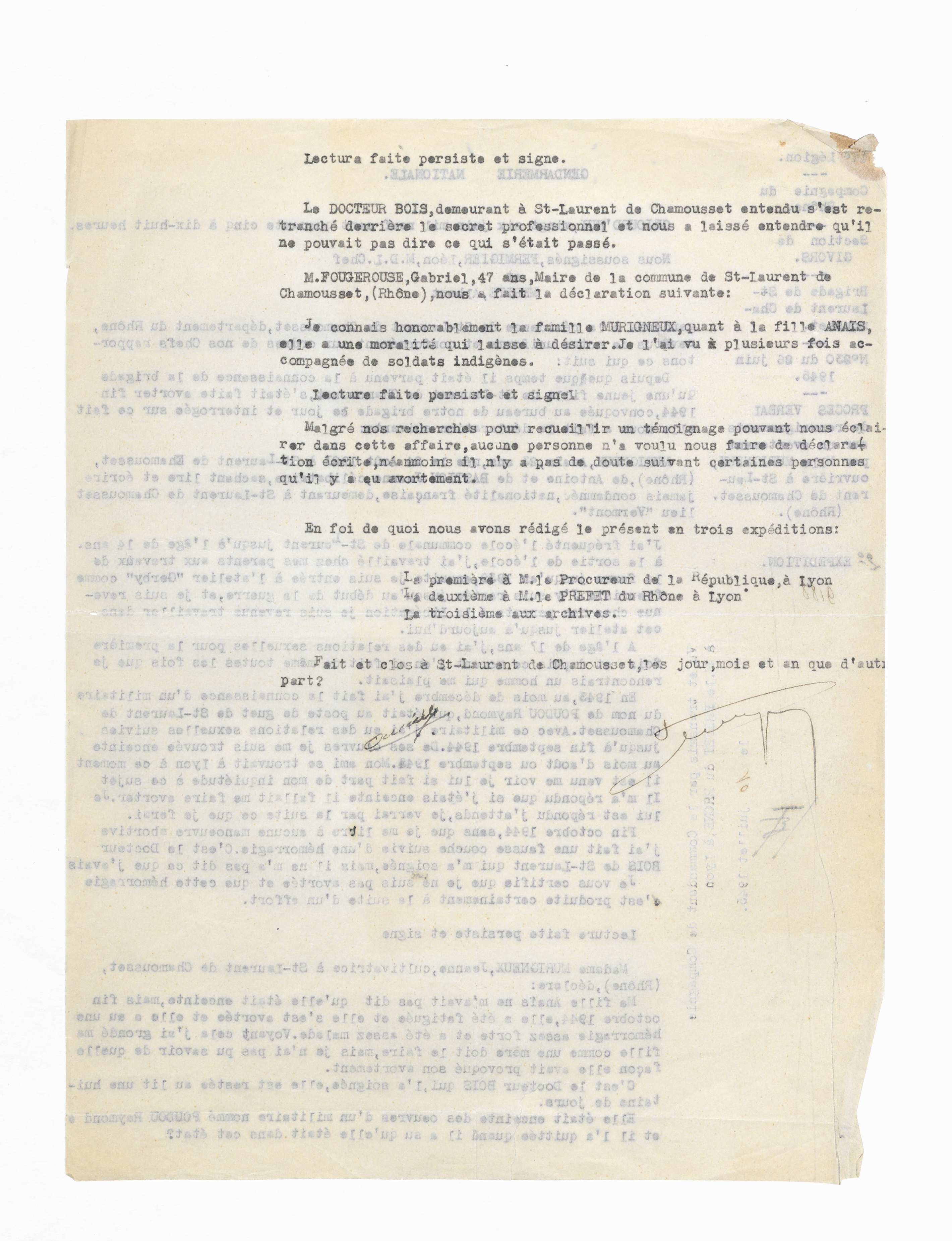
Procès-verbal de gendarmerie sur un cas d'avortement, 26 juin 1945 (verso)

#### Légalisation par étapes
Le serment d'Hippocrate, prêté par tout médecin, a été révisé en 1966 car il interdisait l'avortement ( littéralement « je ne remettrai à aucune femme un pessaire abortif »).
Dès les débuts des années 1970, les mouvements féministes revendiquent le droit à l'avortement, en se fondant sur plusieurs arguments :
- l'accès à la contraception est insuffisant ;
- le droit à l'avortement relève du droit à disposer de son corps (contre l'indisponibilité du corps humain) ;
- les IVG clandestines se déroulent dans des conditions sanitaires plus que préoccupantes.

En 1970, le député Claude Peyret présente une proposition de loi. La proposition de loi Peyret prévoit l'accès à l'avortement thérapeutique en cas de viol. Toutefois, ce texte n'est jamais voté.
Le manifeste des 343 en 1971 puis l’année suivante le procès de Bobigny qui suscite un large débat et aboutit à l’acquittement d’une jeune fille mineure qui avait avorté après un viol en 1972, tous les deux largement médiatisés, marqueront la présence forte du sujet dans le débat public. Dès lors, le ministre de la Justice donne consigne au Parquet de ne plus poursuivre les avortements. Parallèlement, les mouvements pro-vie se développent, comme l'association Laissez-les-vivre fondée en 1971.
En 1973 le MLAC est créé par des médecins et non médecins militants, en particulier issus du Mouvement français pour le planning familial et de la CFDT. Ces militants vont réaliser des milliers d'IVG par la méthode de Karman, les revendiquer, organiser ouvertement des bus de femmes allant avorter à l'étranger, et des manifestations régulières dans toute la France.
Face à une loi ouvertement bafouée et à l'impossibilité de la faire respecter, l'avortement est finalement autorisé et encadré par le vote de la loi Veil en 1975. La dépénalisation de l'avortement et l'encadrement légal de l'interruption volontaire de grossesse (IVG) sont adoptés en novembre 1974 (entré en vigueur en janvier 1975), alors que Simone Veil est ministre de la Santé du gouvernement Chirac sous la présidence de Valéry Giscard d'Estaing. La majorité de la droite vote contre le projet de loi, mais le soutien de la gauche à la proposition de Simone Veil lui permet d'obtenir la majorité. Elle défend son avis devant une assemblée composée d'une majorité d'hommes.
Lors d'un discours devant les députés, Simone Veil déclare : « Je le dis avec toute ma conviction : l'avortement doit rester l'exception, l'ultime recours pour des situations sans issue. ». Mais au bout de trois jours de débat elle gagne son « combat » et fait apparaître la loi qui porte son nom : la loi Veil.
Cette loi pose deux formes d'interruption de grossesse (avant la fin de la dixième semaine et thérapeutique). Elle est adoptée à titre expérimental, mais la loi du 31 décembre 1979 relative à l'interruption volontaire de grossesse la confirmera.
La dernière tentative pour limiter l'impact de cette loi sur l'avortement échoue devant le conseil d'État le 31 octobre 1980. Mme Lahache avait avorté sans en informer son mari : ce dernier attaque devant le Conseil d’État l'administration hospitalière qui a pratiqué l’avortement, estimant que son avis était requis pour autoriser cet acte, d'autant que sa femme n'était pas, selon lui, dans une situation de détresse. Le Conseil d'État statue comme suit : « Les articles L162-1 à L162-11 du code de la santé publique permettent à toute femme enceinte qui s'estime placée par son état dans une situation de détresse et qui s'est soumise aux consultations prévues par certains de ces articles d'obtenir l'interruption de la grossesse avant la fin de la 10e semaine. Si, d'après le dernier alinéa de l'article L162-4, « chaque fois que cela est possible, le couple participe à la consultation et à la décision à prendre », il ressort de ce texte, éclairé par les travaux préparatoires de la loi, que cette disposition, qui présente un caractère purement facultatif, n'a ni pour objet, ni pour effet de priver la femme majeure du droit d'apprécier elle-même si sa situation justifie l'interruption de sa grossesse. »
Toutefois, jusqu'à la promulgation du nouveau Code pénal en 1992, le droit français connaît toujours l'infraction d'avortement. Ainsi, jusqu'à cette date, l'interruption légale de grossesse n'est juridiquement comprise que comme une dérogation à un délit. La loi de 1975 n'a créé qu'un fait justificatif permettant d'éviter les poursuites pénales. Désormais, l'interruption volontaire de grossesse est défendue comme un droit (cf. l'exposé des motifs de la loi du 4 juillet 2001), voire une liberté pour la femme dans la limite des douze premières semaines de gestation (12 semaines de grossesse, soit 14 semaines d'aménorrhée). À l'appui de cette analyse, on relève fréquemment que le nouveau Code pénal et le Code de la santé publique posent une série d'infractions qui ont pour finalité la protection de l'avortement légalement organisé. Cependant, la législation maintient le principe que l'avortement n'est ouvert qu'à la femme enceinte qui estime que son état la place dans une situation de détresse. Sont prohibées les interruptions de grossesse pratiquées sans le consentement de l'intéressée ou pratiquées en violation des règles posées par le Code de la santé publique.

### Évolution après la légalisation
La loi du 27 janvier 1993 portant diverses mesures d'ordre social introduit dans le Code de la santé publique l'infraction d'entrave aux opérations d'interruption de grossesse. Depuis 1994, l'interruption thérapeutique après 12 semaines nécessite l'autorisation des centres de diagnostic pluridisciplinaires qui ont compétence pour décider quelles maladies la justifient ou non.
La voie médicamenteuse pour l'IVG est autorisée en France depuis 1989 en hôpital ; et depuis 2001 en cabinet de médecine de ville sous condition de sept semaines maximum aménorrhée à l'époque. Le décret du 1er juillet 2004 autorise l'utilisation du RU 486 pour un avortement médicamenteux chez le médecin de ville. Durant les décennies suivantes, l'autorisation s'ouvre davantage à certains centres et professionnels de la médecine hors hôpitaux.
La loi Vallaud-Belkacem du 4 août 2014 renforce le droit à l’IVG. La loi sanctionne toute entrave à l’information sur l'IVG et supprime la condition de détresse avérée que la loi de 1975 exigeait pour ouvrir droit à une IVG : la ministre des Droits des femmes souhaite protéger la liberté des femmes à disposer de leur corps et à décider seules de leur vie, considérée comme un « droit fondamental » et « non pas comme une simple tolérance assortie de conditions ». L’entrave à l’information est définie comme le fait d'empêcher une femme d'accéder à une information neutre et fiable sur l'IVG. La sanction de l'entrave à l'information vise notamment les sites Internet qui ont pour objectif d’empêcher les femmes de faire usage de leur droit dans les premières semaines.
Ces articles s'inscrivent dans une démarche de la ministre des Droits des femmes, visant à lever les freins à l'exercice du droit à l’interruption volontaire de grossesse : l'IVG est désormais remboursée à 100 % par la Sécurité sociale, l'acte médical est revalorisé pour augmenter le nombre de praticiens et un site gouvernemental dédié ivg.gouv.fr est lancé par Najat Vallaud-Belkacem le 27 septembre 2013,.
Le 1er décembre 2016, la proposition de loi du délit d'entrave numérique à l'IVG est débattue à l'Assemblée nationale. Elle a pour objectif de soumettre les sites qui dissuadent psychologiquement les femmes à pratiquer l’IVG (dans une intention politique, idéologique ou religieuse) à un encadrement législatif. La loi est votée définitivement le 16 février 2017. Pourtant, un an après, aucune plainte n'a été déposée, au grand dam d'associations comme la Fondation des Femmes.
Durant les années 2010, des alertes de professionnels de la santé, du Planning familial, et du ministère de la santé, sont faites quant à certaines difficultés d'accès à l'avortement pour les femmes le souhaitant : les causes relevées sont par exemple la fermeture de centres IVG ; le fait que des médecins qui pratiquaient l'IVG partent en retraite ; le fait qu'il y ait localement plus ou moins de médecins ne pratiquant pas l'IVG du fait de la clause de conscience ; ou des délais de prise de rendez-vous qui font dépasser les délais légaux d'accès à l'IVG,.
En août 2020, dans un contexte de pandémie de Covid-19, une proposition de loi « visant à renforcer le droit à l'avortement » prévoyant de rallonger le délai légal de 12 à 14 semaines de grossesse est déposée par des députés de divers groupes,, et portée principalement par la députée Albane Gaillot,. La proposition de loi est adoptée en première et deuxième lecture par l'Assemblée nationale mais rejetée par le Sénat. La Commission mixte paritaire échoue à parvenir à un compromis, renvoyant le texte devant l'Assemblée en janvier 2022. La loi est définitivement adoptée le 2 mars 2022, permettant l'avortement jusqu'à 14 semaines.

### Inscription dans la Constitution
L'inscription de l'IVG dans le texte de la Constitution française est d'abord portée au cours de la XVe législature en mai 2017 par une proposition de loi communiste au Sénat, puis en juillet 2018 à l'Assemblée nationale par plusieurs amendements des groupes PS,, UDI, Agir et indépendants, LFI et GDR au projet de loi constitutionnelle pour une démocratie plus représentative, responsable et efficace. Ces amendements sont rejetés par la majorité ou non examinés à cause de l'abandon de l'examen du texte à la suite de l'affaire Benalla. En 2019, une proposition de loi visant à protéger le droit à l’interruption volontaire de grossesse est portée par les députés des groupes PS, LFI et GDR. Elle n'est pas mise à l'ordre du jour par la majorité.
À la suite de l'arrêt Dobbs v. Jackson Women's Health Organization de la Cour suprême américaine, qui a propagé une onde de choc dans le monde, plusieurs parlementaires annoncent leur intention de faire entrer l'IVG dans la Constitution française. Aurore Bergé, présidente du groupe Renaissance, dépose le 30 juin 2022 une proposition de loi constitutionnelle visant à garantir le droit à l'IVG. Les députés des groupes de la NUPES en déposent une le 6 juillet 2022 avec comme premiers signataires les présidents de ces groupes, Mathilde Panot, Julien Bayou, André Chassaigne, Cyrielle Chatelain et Boris Vallaud. Au Sénat, la sénatrice écologiste Mélanie Vogel dépose également une proposition de loi constitutionnelle transpartisane formulée en ces termes : « Nul ne peut porter atteinte au droit à l'interruption volontaire de grossesse et à la contraception. La loi garantit à toute personne qui en fait la demande l'accès libre et effectif à ces droits. ». Elle est rejetée par le Sénat lors de la niche parlementaire des écologistes le 19 octobre 2022.
Après ce revers au Sénat, les présidents et députés des groupes de la Nupes déposent une nouvelle version de la proposition de loi, intégrant également la contraception, le 7 octobre 2022. Elle est le premier texte inscrit à l'ordre du jour de la niche parlementaire de la France insoumise le 24 novembre 2022. Dans un souci de consensus, Aurore Bergé retire sa proposition de loi, votée le 9 novembre en commission des Lois et qui devait être présentée le 28 novembre dans l'hémicycle, et se rallie à celle de la gauche. À la suite d'un amendement modifiant sa rédaction, le texte dispose finalement dans la version soumise au vote : « La loi garantit l'effectivité et l'égal accès au droit à l'interruption volontaire de grossesse ». Il est adopté en première lecture à 337 voix contre 32.
Le 13 novembre 2022, Marine Le Pen fait savoir son opposition à ce projet de loi. L'analyse du scrutin la mentionne pourtant comme ayant voté en faveur du projet. Marine Le Pen étant absente, un autre député RN se serait « trompé de place » et a voté « pour ». Mediapart comme le journal Libération mentionnent le « double discours de Marine Le Pen » qui n’a pas « cessé de louvoyer sur cette question ».
Le texte est ensuite examiné au Sénat lors de la niche parlementaire des sénateurs socialistes, début février 2023. Le texte est amendé par la droite sénatoriale afin d'éviter une adoption en des termes identiques, qui provoquerait un référendum sur la proposition, et d'inscrire une formulation différente : « La loi détermine les conditions dans lesquelles s’exerce la liberté de la femme de mettre fin à sa grossesse. » puis adopté.
L'introduction de la notion de « liberté de mettre fin à la grossesse » face à celle de « droit à l'IVG » défendue par la gauche génère un doute sur la différence entre les conséquences juridiques des deux termes. De même, le passage de « personne » à « femme » laisse à penser que pourraient être exclus les hommes transgenres.
Emmanuel Macron reprend à son compte ces propositions, en annonçant, le 8 mars 2023, que l'inscription dans la Constitution du droit à l'avortement fera partie des mesures se trouvant dans un projet de loi constitutionnelle à venir. En l'absence d'éléments concrets, La France insoumise annonce remettre la proposition de loi à l'ordre du jour de sa niche parlementaire du 30 novembre 2023, afin de pousser le chef de l’État à proposer un projet de loi constitutionnelle (un projet de loi à l'initiative du gouvernement ne nécessite pas de référendum). Ce projet reprend une formulation quasiment identique à celle du Sénat : « La loi détermine les conditions dans lesquelles s’exerce la liberté garantie à la femme d'avoir recours à une interruption volontaire de grossesse ».
Le Conseil d’État, obligatoirement consulté sur les projets de loi, rend son avis le 7 décembre, il y dissipe le doute sur la différence entre « liberté de mettre fin à la grossesse » et « droit à l'IVG » : « Au vu de la jurisprudence du Conseil constitutionnel qui ne retient pas, en la matière, une acception différente des termes de droit et de liberté, le Conseil d’Etat considère que la consécration d’un droit à recourir à l’interruption volontaire de grossesse n’aurait pas une portée différente de la proclamation d’une liberté », ainsi que le doute résultant du fait de mentionner « la femme » en précisant que le droit à l'IVG concerne toute personne indépendamment du genre : « Il résulte de l’objet même de cette liberté et conformément à l’intention du Gouvernement qu’elle doit être entendue comme bénéficiant à toute personne ayant débuté une grossesse, sans considération tenant à l’état civil, l’âge, la nationalité et la situation au regard du séjour en France ».
Présenté en Conseil des ministres le 12 décembre 2023, l'examen du projet de loi constitutionnelle débute le 16 janvier 2024 à l'Assemblée nationale, puis est adopté le 30 janvier 2024 à 493 voix pour et 30 contre, dont 15 députés LR, 12 du RN, 2 ex-LR et une ex-RN.

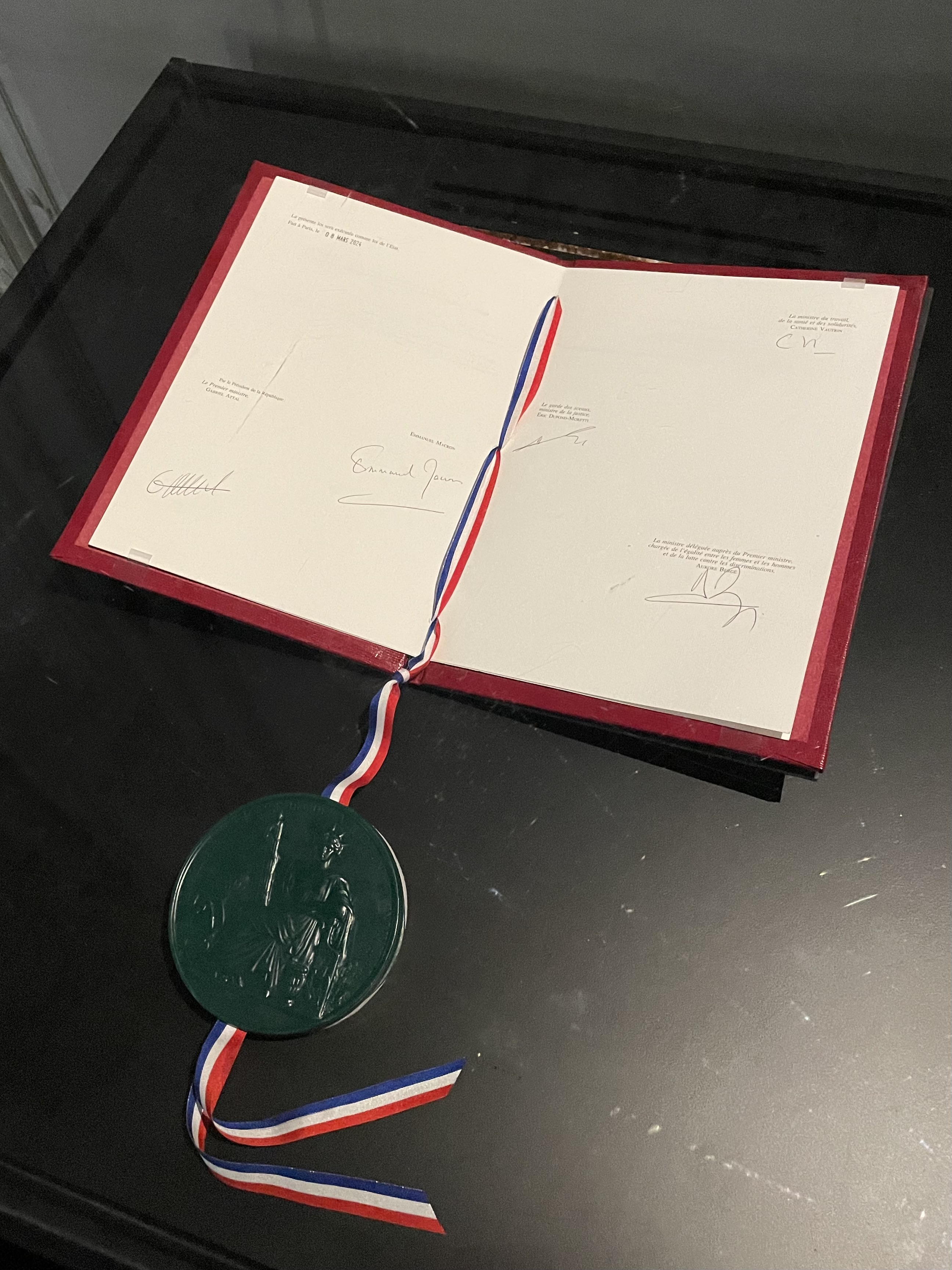
Exemplaire original de la loi constitutionnelle du 8 mars 2024 relative à la liberté de recourir à l’IVG.

Il est examiné en séance publique au Sénat le 28 février, où il est adopté à 267 voix pour et 50 contre. Tous les sénateurs des groupes de gauche ainsi que l'essentiel de ceux des groupes du centre votent pour, tandis que 41 sénateurs du groupe LR votent contre, 13 s'abstiennent et 6 ne participent pas au vote, sur 132 membres. Le président du Sénat Gérard Larcher s'y oppose, expliquant que l'IVG n'est pas menacé et que « la Constitution n’est pas un catalogue de droits sociaux et sociétaux. »
Le 4 mars 2024, le Parlement réuni en Congrès adopte le texte à 780 voix pour, dépassant largement les 512 voix requises, et 72 contre,,,. L'intégralité de la gauche vote pour, tandis que les votes contre comprennent 50 parlementaires LR, 13 du RN et de l'extrême-droite, et un ancien ministre d'Emmanuel Macron, Jean-Baptiste Lemoyne. En outre, 18 parlementaires LR et 20 du RN se sont abstenus, et 4 parlementaires LR, 11 du RN et 2 du parti Horizons ne sont pas venus voter.
La loi est promulguée le 8 mars 2024, journée internationale des droits des femmes. La révision est scellée dans une cérémonie publique le même jour place Vendôme. La France devient ainsi le premier pays au monde à inscrire explicitement dans sa Constitution la liberté des femmes à recourir à l'interruption volontaire de grossesse. Le président demande dans l'occasion l'inclusion de cette liberté dans la charte des droits fondamentaux de l'Union européenne.

## Chronologie détaillée de la contraception et de l'avortement en France
- 1920 : interdiction de la contraception et de l'avortement, crime passible de la Cour d'assises (3 mois à 6 ans de prison). La propagande en leur faveur est interdite.
- 1939 : code de la famille. Création de brigades policières chargées de traquer les « faiseuses d'anges ».
- 1941 : les personnes suspectées d'avoir participé à un avortement peuvent être déférées devant le Tribunal d'État.
- 1942 : loi du 15 février : l'avortement devient un crime d'État puni de mort. Une avorteuse, Marie-Louise Giraud, est guillotinée l'année suivante.
- 1955 : l'avortement thérapeutique est autorisé. Mise au point de la pilule contraceptive aux États-Unis.
- 1956 : fondation de la « Maternité heureuse » par Marie-Andrée Lagroua Weill-Hallé et Évelyne Sullerot, qui devient en 1960 le Planning familial
- 1967 : (28 décembre) la loi Neuwirth autorise la contraception, mais la publicité en sa faveur reste interdite.
- 1971 : manifeste des 343 signé par 343 femmes déclarant avoir avorté.
- 1972 : création des centres de planification et des établissements d'information. Procès de Bobigny.
- 1973 : introduction de l'éducation sexuelle dans les lycées et collèges.
- 1974 : la contraception est remboursée par l'assurance-maladie. Anonymat et gratuité pour les mineures et non-assurées sociales dans les centres de planification. Mobilisation féministe pour le droit à l'avortement.
- 1975 : la loi Veil dépénalise l'interruption volontaire de grossesse. Autorisée jusqu'à la 10e semaine de grossesse[80].
- 1979 : vote définitif de la loi sur l'IVG.
- 1981 : arrêt Lahache : la femme est seule juge de la nécessité de recourir à l'IVG.
- 1982 : remboursement de l'IVG par l'assurance-maladie.
- 1990 : l'IVG médicamenteuse (utilisant la mifépristone) est autorisée en milieu hospitalier.
- 1993 : dépénalisation du délit d'auto-avortement et création du délit d'entrave à l'IVG.
- 2000 : autorisation de la délivrance sans ordonnance des contraceptifs d'urgence ; elle se fait pour les mineures à titre gratuit dans les pharmacies ; les infirmières scolaires sont autorisées à administrer une contraception d'urgence dans les cas de détresse.
- 2001 : la loi du 4 juillet autorise une IVG jusqu'à un maximum de 12 semaines de grossesse
- 2004 : l'IVG médicamenteuse est autorisée en médecine de ville.
- 2007 : l'IVG médicamenteuse peut désormais être délivrée dans les Centres de planification et d'éducation familiale (CPEF).
- 2013 : l'IVG est remboursée à 100 % par la sécurité sociale et le tarif de l'acte médical revalorisé pour augmenter le nombre de praticiens.
- 2013 : un site gouvernemental dédié ivg.gouv.fr est lancé par Najat Vallaud-Belkacem le 27 septembre[26],[27].
- 2014 : la loi Vallaud-Belkacem du 4 août supprime la condition de détresse avérée que la loi de 1975 exigeait pour ouvrir droit à une IVG[23].
- 2016 : promulgation de l'extension du délit d'entrave à l'IVG aux plateformes numériques.
- 2022 : le délai légal d'avortement passe de 12 semaines à 14 semaines.
- 2024 : la France inscrit la liberté de recourir à l'avortement dans sa Constitution, cas unique au monde[81].

## Statut et condition actuelle

### Délai légal
Depuis 2022, le délai légal pendant laquelle une femme peut demander une interruption de grossesse est de quatorze semaines de grossesse.
Avant 2001, le délai légal était de dix semaines. Une modification de la loi en 2001 fixe à douze semaines de grossesse (14 semaines d'aménorrhée) la période pendant laquelle une femme peut demander une interruption de grossesse.
L'avortement pour motif médical est possible lorsque la grossesse met en danger la vie de la femme, ou lorsque le fœtus est atteint d'une maladie grave et incurable au moment du diagnostic, peut être pratiqué au-delà de ce délai, jusqu'au dernier moment de la grossesse.
Jusqu'en 2015, le médecin devait respecter un délai de réflexion d'une semaine entre la demande et la confirmation écrite de la patiente ; ce délai pouvait alors être réduit à deux jours pour éviter de dépasser la limite légale des douze semaines de grossesse. Ce délai de réflexion obligatoire de 7 jours a été supprimé le 9 avril 2015.
Le Parlement a adopté le 23 février 2022 une proposition de loi transpartisane pour allonger la durée légale de l'IVG de 12 à 14 semaines.

### Prise en charge par la sécurité sociale
Les frais de soins et d'hospitalisation liés à une interruption volontaire de grossesse sont pris en charge par l'assurance maladie depuis 1983 ; la prise en charge a été portée à 100 % en mars 2013,.
La prise en charge intégrale de tous les actes autour de l'IVG (consultations, analyses, échographies, etc.) est effective depuis le 1er avril 2016.

### Conditions et procédures
La « situation de détresse » prévue par la loi Veil de 1975, qui n'était plus exigée depuis l'arrêt Lahache du Conseil d’État du 31 octobre 1980, a été supprimée par la loi no 2014-873 du 4 août 2014 qui affirme que « la femme enceinte qui ne veut pas poursuivre une grossesse peut demander à un médecin l'interruption de sa grossesse ». Depuis 2001, les mineures peuvent demander un avortement sans consulter leurs parents au préalable si elles sont accompagnées à la clinique par un adulte de leur choix. Les parents ne seront pas informés par le médecin et n’auront pas accès aux éléments du dossier médical de l'enfant pour lesquels elle a demandé le secret. La femme est donc libre de sa décision qu'elle soit majeure ou mineure.
Un entretien psycho-social, mené par une conseillère conjugale, est obligatoire pour toutes les mineurs, mais seulement proposé aux femmes majeures. Un délai de 48 heures est obligatoire après cet entretien psychosocial (pour toutes les mineures et toutes les majeures qui réalisent cet entretien).
Jusqu'en 2015, deux consultations médicales étaient obligatoires ainsi qu'un délai de réflexion d'une semaine entre les deux. Ce délai pouvait toutefois être réduit à deux jours si le seuil des douze semaines de grossesse risquait d'être dépassé. En dépit de voix qui s'opposaient à cette mesure arguant qu'elle contribuait à banaliser cet acte, le délai de réflexion obligatoire d'une semaine a été supprimé en 2016, raccourcissant ainsi le parcours pour les femmes.
À la première consultation, le médecin procède à un examen clinique, il informe la patiente des différentes méthodes et lui présente les risques et les effets secondaires potentiels.
Si le médecin est habilité à pratiquer l’IVG, il peut dès lors la réaliser en respectant le délai après l'entretien psycho-social s'il a eu lieu. Si la patiente souhaite faire pratiquer l'IVG par un autre médecin, il doit alors lui délivrer un certificat attestant qu’elle s’est conformée aux consultations préalables. Une consultation de contrôle et de vérification de l’IVG est réalisée entre le quatorzième et le vingt-et-unième jour suivant l'intervention.
- Les médecins et sages-femmes sont dans l'obligation d'informer, d'accompagner et d'orienter les femmes demandeuses, sans aucune discrimination[94].
- Un médecin ou sage-femme peut refuser de pratiquer une IVG, mais il ou elle est obligé(e) d'orienter une femme demandeuse d'une IVG vers un organisme ou un confrère ou une consœur pratiquant l'IVG[94].
- Une entrave à l'IVG est passible de poursuites judiciaires. Le délit d'entrave concerne également la désinformation sur l'IVG, notamment sur internet ou par des numéros verts[94].
- Afin de garantir une information objective sur l'IVG et de faciliter l'orientation des femmes, un site web a été créé par le gouvernement français : http://ivg.gouv.fr[94].

Dans le cadre de la révision de la loi sur la bioéthique de 2020, un amendement ajoute la « détresse psychosociale » comme critère autorisant l'interruption médicale de grossesse (IMG) jusqu'au terme de la grossesse, mais ce n'est pas valable pour l'IVG,.

## Statistiques sur l'avortement en France

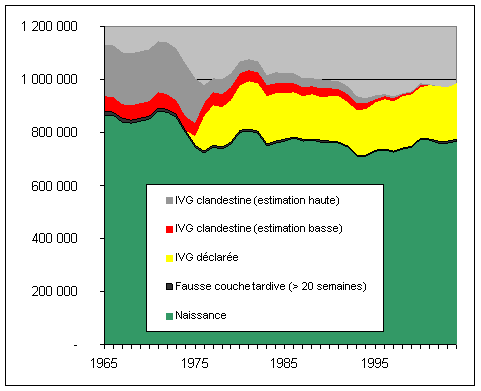
Évolution du devenir des grossesses en France (hors fausse-couche précoce) entre 1965 et 2005.
Légende :
IVG clandestine (estimation haute)
IVG clandestine (estimation basse)
IVG déclarée
Fausse couche tardive (> 20 semaines)
Naissance

Préalablement à sa légalisation, les statistiques sur l'avortement en France résultent d'estimations effectuées selon des règles hétérogènes. En se basant sur les statistiques de décès causées par les avortements (300 en 1900 et 600 en 1913), leur nombre est estimé à 30 000 et 60 000, alors qu'en 1910, un nataliste, le professeur Lacassagne, évoquait dans la presse les « 500 000 enfants [qui] chaque année, manquent à la France. » Pour 1939, l'estimation est de 120 000. Au début du baby boom, soit après l'annulation de la loi prévoyant la peine de mort pour les avorteurs, la moyenne est estimée à 1000 par jour, soit 360 000. Dans La Vérité sur l'avortement, paru en 1962, son auteur, Anne-Marie Dourlen-Rollier estime ce nombre à 400 000 par an.
Par la suite, après la loi Veil, le recours à l’IVG est resté stable depuis 1975 (année de la légalisation) : après un pic en 1976 avec 19,6 avortements pour 1 000 femmes de 15 à 49 ans, le taux oscille ensuite autour de 14 avortements annuels pour 1 000 femmes,, et est de 14,5 en 2015 ; on estime que près de 40 % des femmes y auront recours dans leur vie ». Le nombre moyen d'IVG par femme est estimé pour 2013 à 0,55.
Chaque année, il y a entre 215 000 et 230 000 interruptions volontaires de grossesse (216 700 en 2017 selon la DREES).
Dans les années 1975-1985, le taux d'IVG par naissance était de l'ordre de grandeur de 33 %, mais il a chuté depuis et se rapproche, après un pic en 1982, de 25 % dans les années 2000. Il est en 2015 de 26,7 %.
L'avortement clandestin est resté un phénomène significatif jusqu'en 1995, où il a commencé à régresser. Ce n'est qu'en 2003 que ces cas, jugés marginaux, ont disparu des statistiques officielles.
La forte croissance des IVG chez les très jeunes femmes (âgées de moins de 18 ans), observée dans les années 1990 et au début des années 2000, s’est ralentie. Le recours à l’IVG se concentre sur les jeunes femmes. De 19 à 25 ans, les taux d’IVG dépassent 25 %.
On estime que chaque année entre 4 000 et 5 000 Françaises se rendent à l'étranger, principalement aux Pays-Bas et en Espagne, pour avorter au-delà du délai légal de douze semaines.
Quelque 130 centres médicaux pratiquant l’IVG ont fermé en France entre 2001 et 2011 en raison du manque de moyens financiers ou de personnels. En septembre 2019, le ministère de la santé a indiqué que dans la plupart des régions françaises, l'accès à l'IVG comporte certains lieux en « tension ».
En 2019, 232 200 interruptions de grossesse volontaires ont été réalisées en France (217 500 en France métropolitaine et 14 700 dans les départements et régions d'outre-mer (DROM)), ce total constituant le nombre le plus important depuis 1990 selon la DREES,. La tranche d'âges la plus concernée par les IVG est celle des 20 à 29 ans, avec un taux de 27,9 IVG pour 1000 femmes pour toute la France. Par ailleurs, il existe des variations du taux de recours à l'IVG selon les régions du pays. Les lieux où se déroulent les IVG sont pour un peu plus de la majorité des structures hospitalières, les taux de réalisation hors de ces structures (soit dans des cabinet libéraux, des centres de santé ou des centres de planification et d’éducation familiale) étant de 41,6 % dans les DROM et 25,4 % en métropole. Les IVG sont de plus en plus souvent médicamenteuses et donc de moins en moins chirurgicales, depuis 2001 et l'autorisation des premières, y compris dans les hôpitaux (41 % des IVG dans ces structures sont instrumentales). La DREES indique dans son article de 2020 concernant 2019, que les données ont pour la première fois été mises en relation avec des données fiscales, ce qui a permis de constater une corrélation entre niveau de vie et IVG, avec davantage d'IVG chez les plus précaires par rapport aux plus aisées, toutefois, les données peuvent aussi être liées à d'autres raisons, telles que différents âges ou différents statuts de célibataire ou de couple.
Une légère baisse du nombre d'IVG est enregistrée en 2020 (220 000 / - 4 %).
En 2021, le taux d'une femme pour trois connaissant un avortement dans sa vie est avancé.
En 2022, le nombre d'IVG a atteint 234 300, en augmentation de 7,2 % par rapport à l'année précédente. La même année, le nombre de naissances a décru de 2,2 % pour un total de 726 000 naissances. Cela signifie qu'une grossesse sur quatre (24,4 %) est interrompue volontairement par une IVG[réf. nécessaire].
En 2023, le nombre d'IVG est de 243 623, soit une augmentation de 3,7 % par rapport à 2022 selon la Drees. Selon le Planing familial, cette hausse peut s'expliquer par l'absence d'information sur la contraception et d'éducation à la sexualité, à la difficulté à obtenir des consultations auprès de sages-femmes ou gynécologues. L'ouverture d'IVG tardives après 12 semaines de grossesse, qui représente 10 % de cette hausse, et la possibilité de prendre les médicaments à domicile après une simple téléconsultation peut aussi expliquer une partie de cette augmentation. Les IVG médicamenteuses pratiquées dans les cabinets médicaux représentent 79 % des IVG. Le taux de recours à l'IVG est de 16,8 pour 1 000 femmes de 15 à 49 ans en 2023, contre 16,2 ‰ en 2022. Le taux de recours est en moyenne plus élevé dans les départements et régions d'outre-mer, et monte à 48,9 ‰ en Guyane.

## Rapport de la population à l'IVG
La Fondation Jean-Jaurès publie en juin 2022 une enquête sur les rapports qu'entretient la population française à l'IVG. Cette enquête présentent des résultats par sensibilité politique, âge, pratique religieuse, catégories socioprofessionnelles, niveau d'étude, lieu de vie et sexe. Selon elle, 83 % des Français ont un avis positif sur l'autorisation de l'IVG dans la loi française. Les électeurs de Yannick Jadot (95 %) sont les plus favorables à la loi, ceux d'Éric Zemmour les moins favorables (75 %). Les femmes sont 85 % à soutenir la législation actuelle, les hommes 81 %. Les personnes de plus de 65 ans sont 92 % à soutenir la législation, les 18-24 ans 71 %.

## Polémiques et controverses autour de l'IVG en France
En mars 2013, le magazine en ligne Madmoizelle.com publie un entretien téléphonique entre une journaliste de la rédaction et l’une des conseillères du numéro vert du site Ivg.net. À l’origine de cette enquête se trouve un questionnement sur la qualité de l’information fournie par le site qui figure en première place des résultats de Google pour la requête « IVG » sur le moteur de recherche. Au cours de cet entretien, la journaliste révèle peu de désinformation de la part des conseillères mais un discours orienté anti-IVG. Ivg.net est le site web d’une association anti-avortement déposée en 2008 et nommée « SOS-détresse ». Ainsi, quand une femme appelle le numéro vert publié sur le site Ivg.net, elle dialogue avec un standardiste qui tente de l’inciter à poursuivre sa grossesse. Selon L'Express, Ivg.net pose problème dans le sens où il se revendique comme étant neutre mais de nombreux témoignages de femmes les ayant contactés démontre le contraire.
À la suite de cela, Marisol Touraine et Najat Vallaud-Belkacem annoncent fin septembre 2013 le lancement du site ivg.gouv.fr. L’objectif annoncé en est de proposer une alternative neutre et informationnelle aux sites accusés de diffuser des informations orientées ou mensongères susceptibles de compromettre l’exercice du droit à l’IVG.

### Guerre de référencement entre le site gouvernemental et les sites anti-IVG
Le 8 janvier 2016, une lectrice du magazine Causette signale à la rédaction qu’en recherchant « IVG » dans Google, le moteur de recherche place le site officiel du gouvernement Ivg.gouv.fr en deuxième position dans les résultats, après le site ivg.net. Le troisième documentaire Citizen Facts explique que le site a augmenté sa visibilité au moyen de son compte facebook en payant en 2022 plus de 6 000 € en trois mois pour mettre en avant des témoignages aussi publiés par ailleurs sur son site. Le documentaire montre aussi que ce site est soutenu financièrement par le site du fonds Stella domini, dirigé par Loïc Labouche. Ce site efface par la suite toute trace de financement.
Affiché en premier dans les résultats du moteur de recherche Google, ivg.net a bénéficié de son ancienneté puisque de 2008 à 2013, il n'y avait pas de site officiel pour informer sur l'IVG. De plus, nombre de sites institutionnels comme les sites web des villes de Lorient ou de Colomiers, du centre des œuvres universitaires (CROUS) de Paris, du centre hospitalier de Bordeaux ou encore des portails d’informations jeunesse des départements de Moselle ou de Charente-Maritime avaient publié sur leur site un lien redirigeant vers le numéro vert du site Ivg.net. Ces institutions, pensant renvoyer leurs internautes vers un service officiel, avaient alors inconsciemment contribué au bon référencement d’Ivg.net sur Google.
Pour permettre au site gouvernemental Ivg.gouv.fr de s'afficher en premier résultat sur le moteur de recherche Google, Causette, suivi par Marisol Touraine, avait incité les internautes à consulter massivement le site Ivg.gouv.fr.
Pour faire face à la désinformation, la loi contre le délit d'entrave numérique à l'IVG a étendu droit l'extension du délit d’entrave à l’IVG institué par la loi de 1993.

### La loino2017-347relative à l'extension du délit d'entrave à l'IVG
Le délit d’entrave est inscrit dans le code de la santé publique (art L. 2223-2) et est défini comme le fait d'empêcher ou de tenter d'empêcher, de pratiquer ou de s'informer, sur une IVG ou les actes préalables à celle-ci.
Le 12 octobre 2016, la proposition de la loi relative à l'extension du délit d'entrave à l'interruption volontaire de grossesse a été déposée à l'Assemblée nationale par des députés membres du groupe socialiste, écologiste et républicain et apparentés. Les auteurs estiment que certains sites Internet « induise[nt] délibérément en erreur, intimide[nt] et/ou exerce[nt] des pressions psychologiques ou morales afin de dissuader de recourir à l’interruption volontaire de grossesse ».
L'extension du délit d'entrave à l'IVG a définitivement été adopté jeudi 16 mars 2017. Le texte punit de deux ans de prison et de 30 000 euros d'amende toute tentative en ligne de diffuser des informations « de nature à induire intentionnellement en erreur, dans un but dissuasif, sur les caractéristiques ou les conséquences d'une interruption volontaire de grossesse ». Tous les groupes de gauche et une majorité de l'UDI ont voté en faveur du texte, tandis que Les Républicains ont voté contre « une atteinte à la liberté d'expression ». Le 20 mars 2017, le président de la République promulgue la loi no 2017-347 relative à l'extension du délit d'entrave à l'interruption volontaire de grossesse.
Douze mois plus tard, aucune plainte n'a été déposée selon les informations recueillies par l'AFP. Ces plateformes figurent toujours en bonne place sur les moteurs de recherche. Pour Alba Horvat, juriste bénévole à la Fondation des femmes, la loi n'a pas eu d'effet car elle est « trop complexe » et il est difficile de prouver l'entrave.